# Kuran (Syria)
Kuran (arab. كوران) – wieś w Syrii, w muhafazie muhafazie Aleppo. W 2004 roku liczyła 203 mieszkańców.